# 埃克塞特鎮區 (密歇根州)
埃克塞特鎮區（英語：Exeter Township）是位於美國密歇根州門羅縣的一個行政鎮區。

## 地方資料
埃克塞特鎮區的面積為94.92平方千米，當中陸地面積為94.64平方千米，而水域面積為0.28平方千米。根據2020年美國人口普查的數據，當地共有人口3927人，而人口密度為每平方千米41.37人。